# Phyllomys lamarum
Phyllomys lamarum és una espècie de mamífer rosegador de la família de les rates espinoses. És endèmica de l'est del Brasil, on viu des de Paraíba fins a Minas Gerais, passant per l'estat de Bahia. Els seus hàbitats naturals són els boscos semiperennes i les zones costaneres. Està amenaçada per la fragmentació del seu entorn natural.